# Rabi-Feldfrüchte

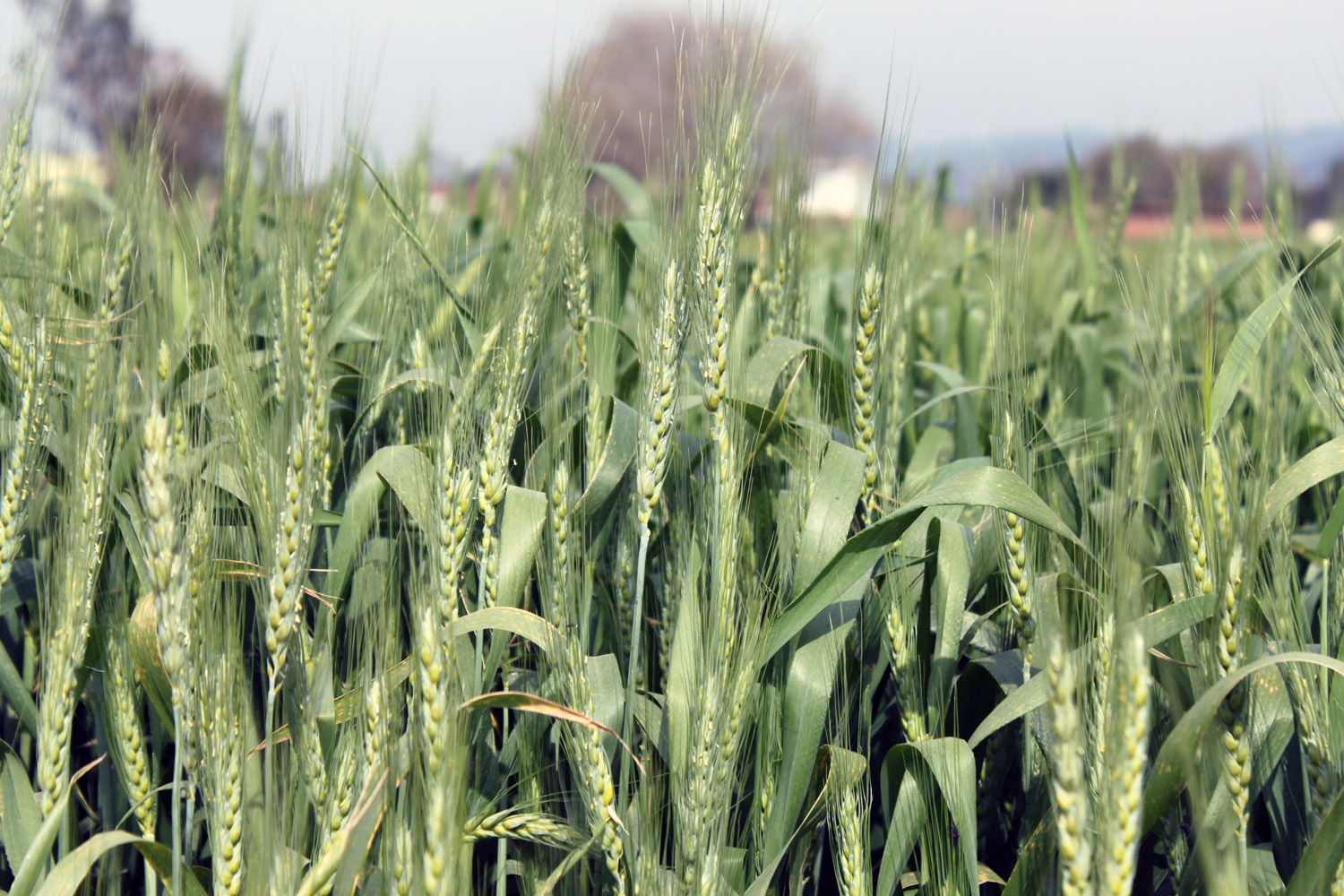
Weizen, eine typische Rabi-Feldfrucht

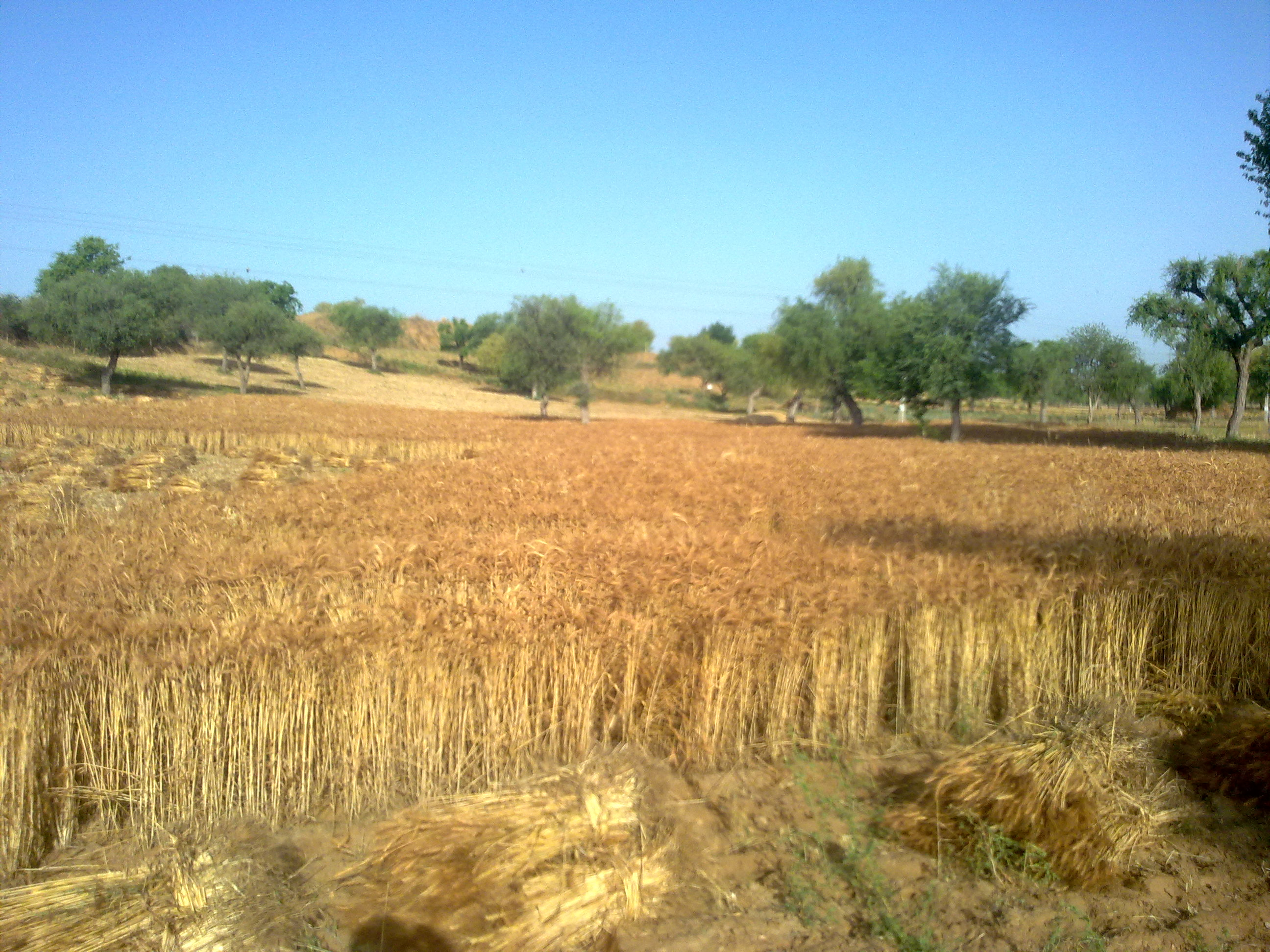
Weizenfeld in Rajasthan im April

Unter dem Begriff Rabi oder Rabi-Feldfrüchte (Hindi रबी की फ़सल, Urdu ربي, bengalisch রবিশস্য, englisch Rabi crops) werden auf dem Indischen Subkontinent (Indien, Pakistan, Bangladesch) Ackerbauprodukte zusammengefasst, die im Herbst und Winter ausgesät und im Frühjahr geerntet werden („Winter-Feldfrüchte“, „Frühjahrsernte“).
Der Begriff leitet sich vom arabischen Begriff ربیع / rabīʿ / ‚Frühling‘ ab. Die Aussaat findet bei Rabi-Feldfrüchten im Oktober bis Dezember statt und die Ernte erfolgt von April bis Mai. Im Gegensatz dazu stehen die Kharif-Feldfrüchte, die im Frühling und Frühsommer ausgesät und im Herbst bis Winter geerntet werden. Als dritte, quantitativ weniger bedeutende Kategorie existieren noch Zaid-Feldfrüchte, die in einer kurzen Zwischensaison zwischen Rabi- und Kharif-Feldfrüchten, hauptsächlich von März bis Juni angebaut und geerntet werden.

## Hintergrund
Das Klima des Indischen Subkontinents und damit auch die Landwirtschaft werden sehr stark vom Monsun bestimmt. In den Sommermonaten weht vom Meer in Richtung Land der Südwestmonsun, der in den Monaten Juni bis September (je nach Ort) typischerweise etwa 80 bis 90 Prozent des Jahresniederschlags mit sich bringt, während die übrigen Monate des Jahres relativ trocken sind. Der zyklische Monsun trägt dazu bei, dass die Sommer- und Herbstmonate heiß und regenreich und die Wintermonate trocken und kühler sind. Dementsprechend gibt es jedes Jahr zwei Anbauperioden, eine kühlere, trockene, in der Feldfrüchte der gemäßigten Klimate angebaut werden (Rabi; vor allem Weizen, Gerste etc.) und eine heiße, feuchte, in der Tropengewächse (Kharif; Reis, Hirse, Zuckerrohr etc.) kultiviert werden.
Die Einteilung in Rabi- und Kharif-Feldfrüchte bezieht sich primär auf die Anbau- und Erntesaison und nicht auf das Agrarprodukt. Beispielsweise ist Mais eher eine Kharif-Feldfrucht, wird aber auch im Winter (Rabi) angebaut – jedoch in deutlich geringerem Maße.
Im südindischen Bundesstaat Telangana wird seit 2020 im offiziellen Sprachgebrauch die Telugu-Bezeichnung Yasangi für die Rabi-Saison verwendet.
| Feldfrucht         | Botanischer Name              |
| ------------------ | ----------------------------- |
| Weizen             | Triticum aestivum L.          |
| Kartoffeln         | Solanum tuberosum L.          |
| Luzerne            | Hedicago sativa               |
| Kreuzkümmel        | Cuminum cyminum L.            |
| Koriander          | Coriandrum sativum L.         |
| Bockshornklee      | Trigonella foenum-graecum L.  |
| Kichererbsen       | Cicer arientinum L.           |
| Zwiebeln           | Allium cepa L.                |
| Brauner Senf       | Brassica juncea (L.) Czern.   |
| Tomaten            | Solanum lycopersicum L.       |
| Fenchel            | Foeniculum vulgare (L.) Mill. |
| Indische Flohsamen | Plantago ovata, Fors          |
| Saat-Hafer         | Avena sativa L.               |

| Gruppe       | Ackerbaufrucht                | Saison | Fläche (Mio. ha) | Produktion (Mio. t) | Ertrag (kg/ha) |
| ------------ | ----------------------------- | ------ | ---------------- | ------------------- | -------------- |
| I. Getreide  | Reis                          | Kharif | 39,54            | 92,59               | 2342           |
| I. Getreide  |                               | Rabi   | 4,16             | 13,7                | 3294           |
| I. Getreide  |                               | Gesamt | 43,7             | 106,29              | 2432           |
| I. Getreide  | Weizen                        | Rabi   | 30,63            | 93,34               | 3047           |
| I. Getreide  | Sorghumhirse (Jowar)          | Kharif | 2,23             | 2,26                | 1013           |
| I. Getreide  |                               | Rabi   | 3,74             | 2,75                | 736            |
| I. Getreide  |                               | Gesamt | 5,97             | 5,01                | 839            |
| I. Getreide  | Perlhirse (Bajra)             | Kharif | 7,4              | 8,99                | 1215           |
| I. Getreide  | Mais                          | Kharif | 7,42             | 17,07               | 2300           |
| I. Getreide  |                               | Rabi   | 1,65             | 6,76                | 4097           |
| I. Getreide  |                               | Gesamt | 9,07             | 23,83               | 2627           |
| I. Getreide  | Nahrungsmittelgetreide gesamt | Kharif | 18,85            | 30,51               | 1618           |
| I. Getreide  |                               | Rabi   | 6,06             | 11,19               | 1848           |
| I. Getreide  |                               | Gesamt | 24,91            | 41,7                | 1674           |
| I. Getreide  | Straucherbsen (Tur Dal)       | Kharif | 4,19             | 3,29                | 785            |
| I. Getreide  | Kichererbsen (Gram)           | Rabi   | 8,95             | 8,43                | 942            |
| I. Getreide  | Hülsenfrüchte gesamt          | Kharif | 11,19            | 6,55                | 585            |
| I. Getreide  |                               | Rabi   | 14,08            | 12,29               | 873            |
| I. Getreide  |                               | Gesamt | 25,28            | 18,84               | 745            |
| I. Getreide  | Getreide gesamt               | Kharif | 69,59            | 129,65              | 1863           |
| I. Getreide  |                               | Rabi   | 54,93            | 130,52              | 2376           |
| I. Getreide  |                               | Gesamt | 124,52           | 260,17              | 2089           |
| II. Ölsaaten | Erdnüsse                      | Gesamt | 4,99             | 7,2                 | 1444           |
| II. Ölsaaten | Raps und Senf                 | Rabi   | 6,13             | 7,38                | 1205           |
| II. Ölsaaten | Sojabohnen                    | Kharif | 11,25            | 11,73               | 1042           |
| II. Ölsaaten | Sonnenblumen                  | Gesamt | 0,59             | 0,41                | 686            |
| II. Ölsaaten | Neun Ölsaaten†                | Gesamt | 26,48            | 29,55               | 1116           |

† Erdnuss, Soja, Raps, Sesam, Sonnenblume, Färberdistel, Ramtillkraut, Rizinus und Leinsamen.